# 狂へる悪魔
『狂へる悪魔』（くるえるあくま、原題: Dr.Jekyll and Mr.Hyde）は、ロバート・ルイス・スティーヴンソンの小説『ジキル博士とハイド氏』を基にした、ジョン・バリモア主演の1920年の怪奇無声映画である。
監督は、ジョン・S・ロバートソンであり、ニタ・ナルディも出演した。
この話は、全ての人間には善と悪の2つの面があると信じている、善良で慈悲深いジキル博士の人格が分裂する話である。博士は、薬を服用したことにより人格が分裂し、破滅への道を歩む。
無声映画だが、オルガンのオリジナル曲がBGMとなっている。

## あらすじ
医学博士であるジキルは、‘理想主義的慈善家’でもある。貧しい人を自分の無料病院で診察していないとき、彼は実験室にいる。彼の婚約者であるミリセント・カルーの父、ジョージ・カルー卿は、ジキル博士に興味を持っており、「彼ほどよく見える男はいない」と言う。
ある夕食の席において、カルー卿はジキル博士の友人であるエドワード・エンフィールド、リチャード・ラニョン博士、ジョン・アタスンの前で、ふざけて「ジキルよ、君は他人のことに一身をささげているが、自分の生活の向上をないがしろにしていないかね。」とたずねる。するとジキル博士が「自分自身を向上させる他人に助けられることはありませんか?」とたずね返してくる。
「どちらの私の面のことを言っているのだ。人間というのは、手が2つあるように、2つの面を持っているのだ。右手を使うから、左手は使わないのか?君はまったく恐れのない人間だ。経験することを恐れるものは、弱い人間だ。衝動を否定したところで、残忍な衝動をなくすことはできない。衝動から逃れるただひとつの方法は、衝動に身を任せることだ。君は若いからこそ、私と同じように生きることができる。私ぐらいの年になった君がどうしているのか。」とカルー卿は話す。
かくして種はまかれ、ジキル博士は実験を始める。彼は「人間の2つの面が分裂して違う肉体に宿るなんてすばらしいじゃないか。あらゆる悪行の限りに身をゆだねても、魂は元のままでいられるなんて。」と思う。
そしてとうとうジキル博士は自らをエドワード・ハイドという恐ろしい悪鬼に変えてしまう薬を作り、服用する。この悪鬼はジキル博士とはかけ離れているためジキル博士の屋敷への出入りを容易にすべく、ジキル博士は執事のプールに、ハイドが屋敷についての権威と責任を全て取り持つであろう事を伝える。
それからジキル博士は二重生活を始める。ハイドはロンドンで最もみすぼらしいアパートに住むことにする。ハイドはダンスホールで、ジーナという少女を同居目的で家に連れて行き、自分はしばしば阿片窟やダンスホール、酒場といった、自分の悪しき欲望を満たすところならどこへでも足繁く通う。ジキル博士が元の姿と、ヘンリー・ジキル博士としての人格を取り戻すための薬を作っても、ハイドへと姿を変える薬を服用するたびに、ハイドの悪しき心は強くなっていく。ハイドはより醜くなるだけでなく、彼自身邪悪になっていった。
ミリセント・カルーは婚約者の失踪を心配し、彼女の父親であるジョージ・カルー卿が様子を見にジキル博士のところへ行く。博士が呼ばれたとき、本人は家にはいなかったが、カルー卿は道でハイドに出くわし、その小柄な男に殴りつけられる。自分のしでかしたことへの償いを行うため、ハイドは自分の父親の姿に戻り、小切手を手に入れる。カルー卿は小切手の署名がジキル博士のものであることに気づく。彼はプールからエドワード・ハイドの話を聞く。ジキル博士はハイドになったことは、とても不幸なことだったのだ。
そうしている間、ハイド、いや、ジキル博士は実験室に戻って薬を服用し、元の姿に戻った。カルー卿は実験室の中にいるジキル博士を見かけ、博士がハイドみたいな下品な男と付き合っているのか知りたいと思うようになる。
「あなたに聞きたいことがあります、私を最初にそそのかしたのはあなたですか?」とジキル博士は尋ねる。カルー卿は怒って、今度そんな弁解をしたらミリセントとの婚約を破棄すると言い返す。これを聞いたジキル博士の怒りは頂点に達し、突然カルー卿の目の前で薬の力も借りずにハイドに姿が変わってしまう。カルー卿は中庭に逃げるが、ハイドに捕まり、彼の歩行用の杖で撲殺される。ハイドはアパートに戻り、ジキル博士につながるであろうあらゆる証拠を隠滅した。数分で警察から逃れ、ジキル博士の姿に戻ることのできる薬を飲める実験室へ帰った。
それから何日かして、ミリセントは深く悲しみ、ジキル博士は自らの悪行に苛まれる。さらに、ハイドを元の姿へ戻す薬を作るのに必要な材料が底を突き、ロンドン中を探し回っても見つからなくなる。ジキル博士はハイドになってしまうことを恐れ、実験室に鍵をかけて閉じこもってしまう。そこへミリセントがジキル博士に会いに来てしまうが、彼女が実験室に入ったとたん、婚約者はハイドになっていた。ハイドは彼女を中に入れ、ドアに鍵を閉めた後、彼女を両腕で乱暴に抱いた。その後突然ハイドが痙攣を起こした。ミリセントが実験室から飛び出し、ラニョンとアタスンとプールの3人が実験室に入ってきたそのとき、ちょうどハイドが椅子に座って死んでいるのを見つかり、その姿はジキル博士の姿へと戻っていった。

## キャスト
- ジョン・バリモア：ヘンリー・ジキル博士／エドワード・ハイド氏
- ブランドン・ハースト：ジョージ・カルー卿
- マーサ・マンスフィールド：ミリセント・カルー（カルー卿の娘）
- チャールズ・レイン：リチャード・ラニョン博士
- ジョージ・スティーブンス：プール（ジキル博士の執事）
- ニタ・ナルディ：ミス・ジーナ（イタリア人アーティスト）
- ルイス・ウォルヘイム：ダンスホールの支配人
- セシル・クローバリー：エドワード・エンフィールド
- J・マルコム・ダン：ジョン・アタスン

クレジットなし
- アルマ・エイケン：エキストラ
- エドガー・ヴァレーズ：エキストラ

## トリビア
初期の頃のジキル博士がハイドへ姿を変える際、メーキャップは使われず、バリモアが表情をゆがめられることを利用して撮影が行われた。また、変身シーンのひとつで、ハイドの指のうちの一本がスクリーン上を飛んでいるように見えるが、これはバリモアが指を激しく揺らしたことによってそう見えている。
カルー卿の娘とジキル博士が婚約関係にあることや、ハイドがダンスホールの少女と恋に落ちるという設定は、この映画で初めてである。その後に作られた映画もこの概念を使っている。